# Flugplatz Linz-Ost

i7
i11
i13
Der Flugplatz Linz-Ost (ICAO-Code: LOLO) ist ein privater Flugplatz in Linz im österreichischen Bundesland Oberösterreich. Er wird durch die Interessengemeinschaft Linz-Ost betrieben.

## Lage
Der Flugplatz liegt etwa 3,5 km östlich der Innenstadt von Linz am rechten (westlichen) Ufer der Donau im Stadtteil Industriegebiet-Hafen.

## Flugbetrieb
Am Flugplatz Linz-Ost findet Flugbetrieb mit Segelflugzeugen und Motorseglern statt. Motorflugzeuge dürfen nur mit behördlicher Genehmigung starten und landen. Der Flugplatz verfügt über eine 940 m lange Start- und Landebahn aus Gras, die sich in Nord-Süd-Richtung parallel zur Donau erstreckt. Segelflugzeuge starten per Windenstart oder Flugzeugschlepp. Nicht am Platz stationierte Flugzeuge benötigen eine Genehmigung des Platzhalters (PPR), um in Linz-Ost landen zu können.